# Santino
Il santino è un cartoncino rettangolare tascabile con incisa o stampata l'immagine di un santo secondo la tradizione iconografica del tempo della chiesa cattolica in un determinato luogo in cui vi è il culto popolare di quel santo o una chiesa a lui/lei dedicata. La distribuzione dei santini oggi avviene quasi esclusivamente da parte del clero, in occasioni pubbliche o private, oppure in maniera impersonale all'ingresso della chiesa vicino alla cassetta delle offerte dei fedeli. In alcune città particolarmente importanti da un punto di vista religioso, per la presenza di un santuario, di una basilica o di una chiesa, si possono acquistare santini nei negozi come gadget devozionali legati al luogo e al santo.
L'immagine può riguardare anche un beato della chiesa. Più raramente viene realizzato per celebrare un sacramento o una particolare ricorrenza religiosa. 
Sul retro del santino compare solitamente un testo agiografico o una preghiera relativa al santo.
Il santino nasce intorno al XV secolo, ha un suo pieno sviluppo che è parallelo alle tecniche tipografiche e al culto popolare dei santi, per decadere nell'uso e nella circolazione sul finire del XX secolo.
Rispetto alla figurina, che è la sua omologa del circuito commerciale secolare concepita come veicolo pubblicitario di un prodotto, il santino è un'immaginetta al solo servizio di pratiche devozionali. Pertanto non deve avere necessariamente un aspetto accattivante e piacevole da vedere, ma è sufficiente che il suo contenuto iconografico sia alla portata di tutti i fedeli, ossia che le figure sacre raffigurate siano chiaramente riconoscibili.
Il nome "santino" deriva dalla parola italiana santo, come diminutivo, e quindi dal latino sanctum. 
Con l'avvento della repubblica vengono chiamati "santini" anche le immagini promozionali autoprodotte dai candidati alle elezioni amministrative o alle elezioni politiche, come ausilio alla campagna elettorale per veicolare il proprio volto e fornire indicazioni semplificate e chiaramente di parte su come fare a votare.

## Storia e tecniche di produzione
Prima che in Europa fosse introdotta la stampa a caratteri mobili grazie a Johannes Gutenberg, a Magonza, tra il 1454 e il 1455, circolavano già numerose xilografie, immagini su carta ottenute da matrice di legno. Volentieri in Europa vengono acquistate raffigurazione sacre con immagini mariane o cristologiche, ma anche di sante e santi. Un documento basilare è la xilografia che raffigura la Beata Vergine Maria tra i santi; una di queste immagini, dopo essere uscita illesa da un incendio (in modo ritenuto miracoloso dai fedeli), viene venerata, sin dal 1428, nel duomo di Forlì, con il titolo di “Madonna del Fuoco”. Verso la fine del Cinquecento incisori-editori producono piccole immagini sacre, incise su legno o a bulino su leghe di rame, distribuite a prezzi accessibili, che trovano posto, con pie finalità, in numerose abitazioni, ma anche nei luoghi dove viene allevato il bestiame.

### Incisioni
Prima del XVII secolo si deve all'ordine dei Gesuiti un'estesa diffusione delle immaginette sacre, a partire da quella che era la capitale artistica e commerciale dell'impero spagnolo: Anversa, nelle Fiandre.
Qui, nel Seicento l'incisore Jacques Caillot, attraverso un'evoluzione della tecnica dell'acquaforte, riesce a conferire particolari effetti di profondità alle sue opere e realizza, oltre a un notevole numero di incisioni artistiche, una grande quantità di immagini religiose molto ricercate dai collezionisti. Gli incisori-editori francesi raggruppano i loro centri grafici nella rue Saint-Jacques, nel Quartiere latino, nei pressi della Sorbona, dove permarranno per più di 200 anni, fenomeno non casuale, quasi a dimostrare il forte legame tra l'editoria e il mondo degli studi.
L'inizio del XVII secolo vede Parigi superare la concorrente Anversa nella raffinata produzione di incisioni artistiche in generale e, in particolar modo, di quelle con soggetto spirituale.

### Canivet

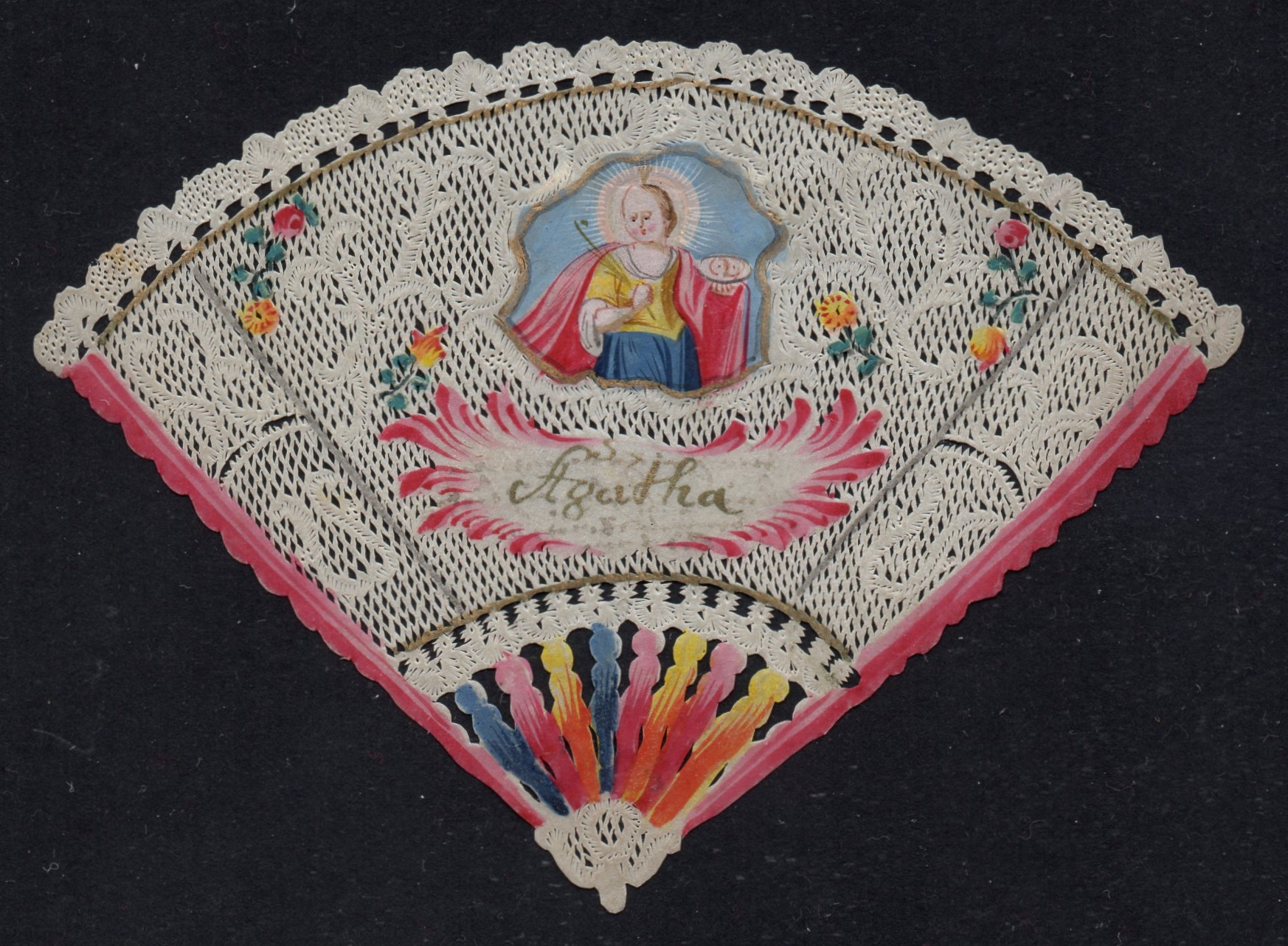
S.Agata - Canivet manufatto a ventaglio. (Coll. priv. Lo Cicero)

Col passare del tempo, le immaginette sacre cominciano lentamente ad essere usate per finalità non esclusivamente devozionali, per cui vengono utilizzate per commemorare una ricorrenza, per allietare un anniversario, per annunciare un evento, per augurare gioia e benedizioni.
Per tutto il secolo successivo si procede ad abbellire artisticamente sempre di più i santini e si sviluppa, per molti decenni, anche la realizzazione di immagini chiamate “canivet” dal piccolo arnese, il canif, simile ad un temperino che si utilizza per intagliare la carta o la pergamena, creando veri e propri pizzi merlettati di grande effetto.
A quell'epoca, anche alcune comunità monastiche di frati e di monache, mosse dall'intento di far conoscere i propri fondatori e le principali feste liturgiche, divulgano l'utilizzo di immagini dalle dimensioni ridotte, in modo da essere conservate nei portafogli e nei messali. È proprio nei monasteri che l'immaginetta, prodotta artigianalmente in esemplari unici, raggiunge risultati di impareggiabile bellezza, come avviene per i canivet.
A parte la limitata produzione conventuale, è interessante notare come le altre officine di arte grafiche siano decisamente laiche nella stampa e nella distribuzione. Soltanto alla fine del Settecento la Chiesa si impegna ad appropriarsi del diritto di diffusione delle immaginette. L'autorizzazione da parte dell'autorità canonica che confermi la distribuzione di immaginette tarda a giungere e solo successivamente nel retro del santino apparirà l'approvazione dell'orazione stampata, tramite un esplicito consenso, che in latino è Imprimatur (abbreviazione di Nihil obstat quominus imprimatur, "nulla osta a che si stampi")
Si chiude l'epoca del santino manufatto, verso la fine del Settecento, per cui anche quello più artigianale, cioè il canivet, è forzatamente rielaborato e modificato per mezzo di nuove tecniche di produzione.
La pergamena, che ha origine dalla pelle d'agnello, viene sostituita dalla carta e dal cartoncino e le preziose miniature dipinte a mano lasciano il posto ad immaginette ritagliate da acqueforti o litografie, che vengono applicate sul rettangolo colorato.

### Merlettati

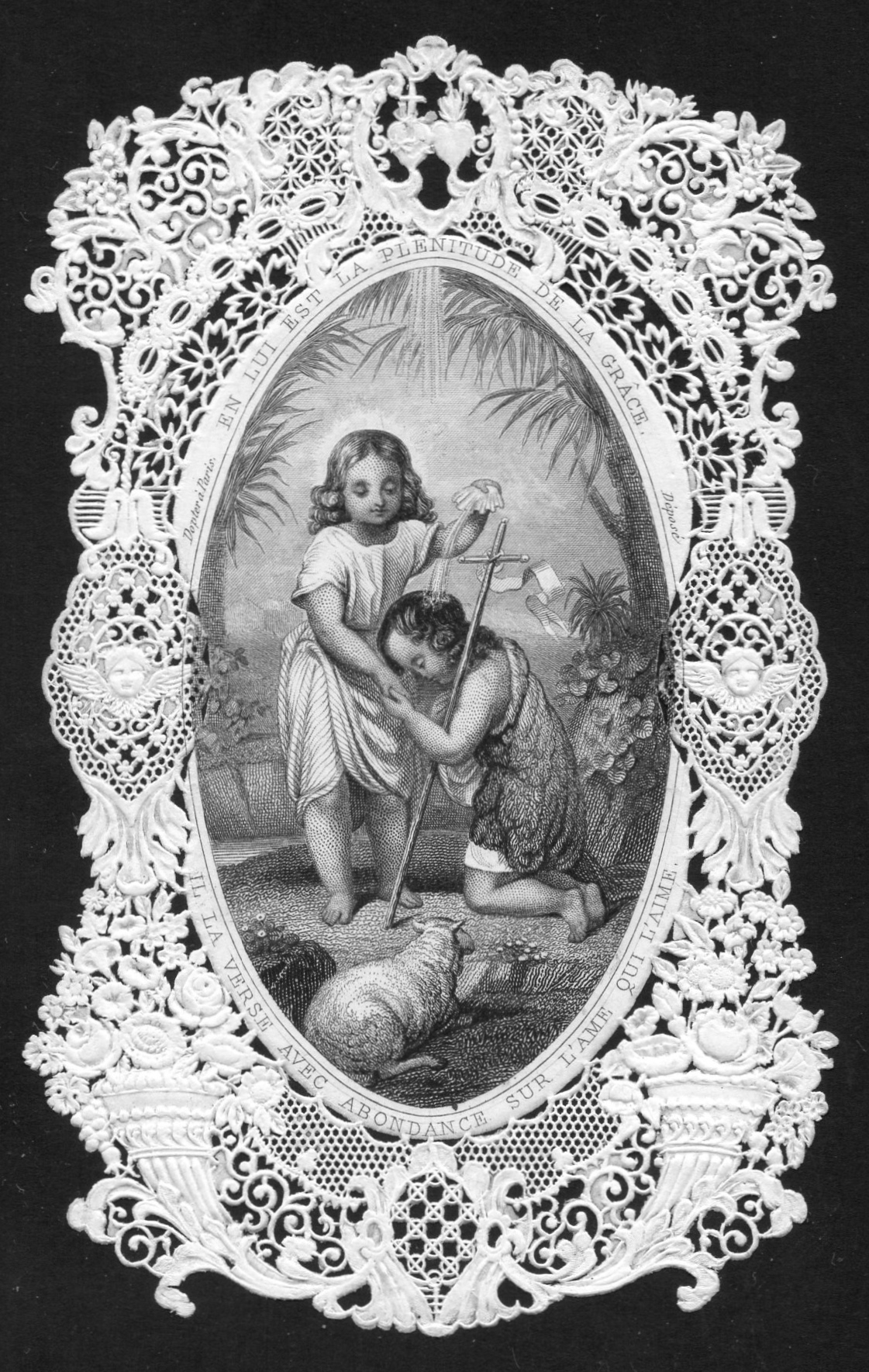
Canivet meccanico (santino merlettato) della Maison Dopter. Parigi, metà del XIX secolo. (Coll. priv. Lo Cicero)

Agli inizi dell'Ottocento nascono iniziative grafiche in Europa, ad opera specialmente degli editori Rudl e Hoffmann di Praga, ma senza dubbio è la Francia a conservare la supremazia nella lavorazione di immaginette per tutto il diciannovesimo secolo.
A partire dal 1840, lo svilupparsi delle conoscenze tecnico-scientifiche, sulla stampa e sulla traforazione a punzone, porta a indebolire la rilevanza della mano dell'artista e ad ottenere, in minor tempo, immaginette prodotte in serie che prendono il nome di canivet mécaniques (canivet meccanici), perché decorati da questi nuovi modelli di trine e merletti industriali, che continuano ad arricchire l'immagine centrale. Il pezzo viene poi concluso procedendo ad incollare al centro un'immagine ecclesiastica disegnata o stampata.

### Cromolitografie

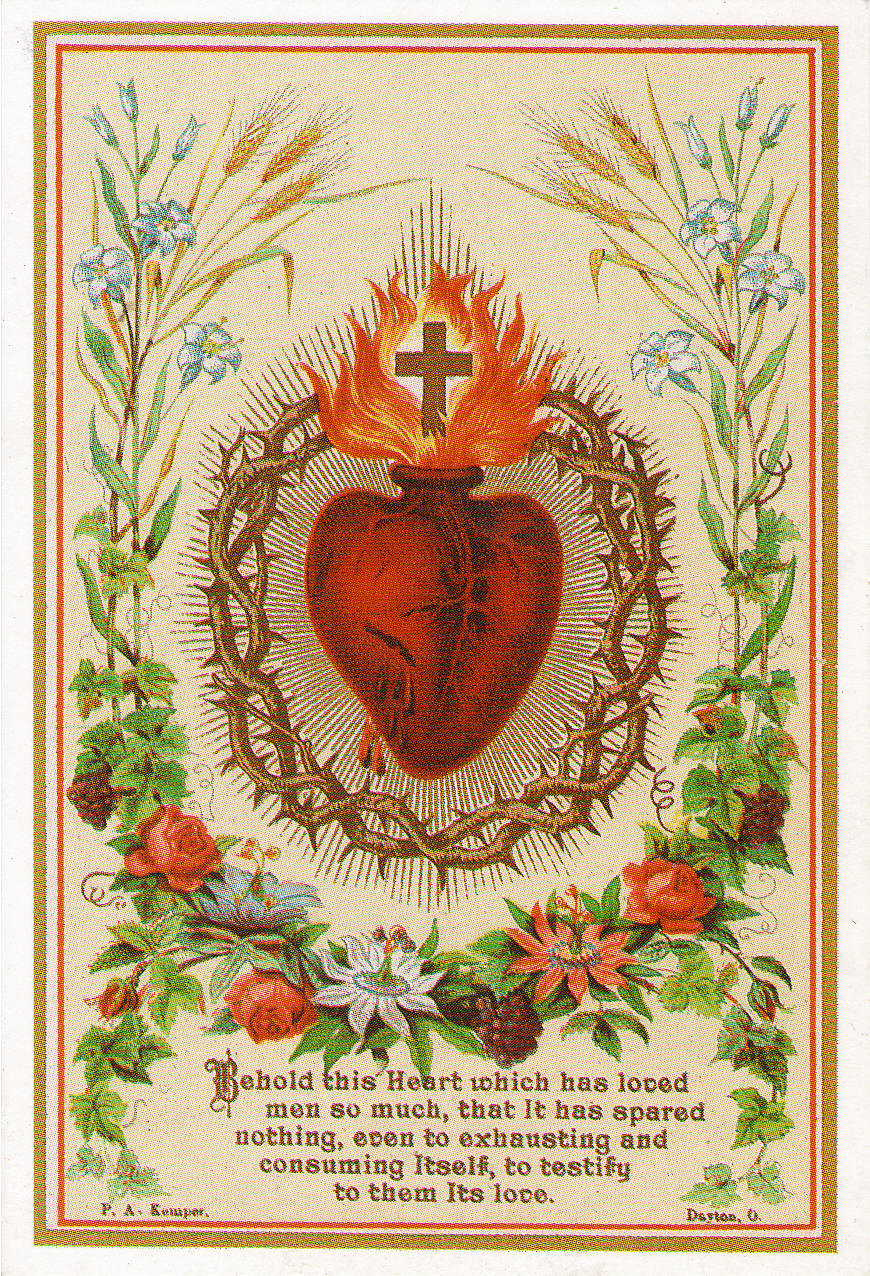
Un santino rappresentante il Sacro Cuore di Gesù

A fianco delle incisioni e dei merlettati appaiono inediti prodotti colorati, frutto di una singolare tecnologia pittorica: le cromolitografie, cioè quelle immagini colorate (cromos in greco), ottenute (graphos) per mezzo di una particolare pietra levigata (lithos). La tecnica cromolitografica permette una produzione in serie, molto gradita ai fedeli, tanto che le immaginette riescono ad entrare in ogni casa. Questo sistema prevede un disegno, effettuato con un inchiostro grasso, su una pietra levigata, fissato con resina e bagnato da acqua miscelata con gomma arabica. A seguito della definitiva inchiostratura e della collocazione del foglio, si procede premendo con l'aiuto del torchio, per cui l'immagine si trasferisce specularmene sulla carta.
Una grande quantità di materiale religioso viene realizzato da nuove aziende, tanto che nel 1862 vengono censite 120 ditte che confezionano e distribuiscono sul mercato articoli religiosi prodotti in serie: candele, medaglie, statue, crocefissi, rosari, scapolari, immaginette merlettate e naturalmente santini. La precedente rivoluzione francese e la conseguente bufera napoleonica avevano lasciato nel popolo una gran sete di spiritualità, che poteva esprimersi anche con queste gradevoli figure dall'aspetto delicato.
Interessante notare come questi prodotti abbiano accomunato cattolici e protestanti. Infatti anche editori e litografi seguaci della Riforma producono una grossa mole di immaginette, dove invece di privilegiare figure di santi, vengono raffigurate scene evangeliche e dell'antico testamento, con armoniosi paesaggi e bambini innocenti, accompagnati da brani di salmi o frasi per elevare lo spirito.
Generalmente le immaginette sono eseguite presso i numerosi stabilimenti di arte grafica che trovano sede sulla celebre rive gauche, non lontana dal Quartiere Latino e dalla Università della Sorbon, proprio lungo la via dedicata a san Sulpizio, (arcivescovo di Bourges del VII secolo) che conduce a una delle più belle chiese della capitale, appunto, la chiesa di Saint Sulpice. Proprio da questa ubicazione trae origine il termine sbrigativo attribuito a questa forma artistica che viene tuttora definita art sulpicien, intendendola come complesso di prodotti acquistabili in Rue St. Sulpice. Anche quando uomini di cultura cominceranno a criticare la commercializzazione di queste immagini, la popolarità di queste raffigurazioni a buon mercato continua, nonostante le critiche. Per tali motivi alcuni filiconici si rivolgono a San Sulpizio come proprio patrono.

### Santini Liberty
La tecnica cromolitografica trova una sorprendente applicazione con la venuta dell'Art Déco e del Liberty. Si comincia a produrre santini ridondanti di ghirlande e decori, di simboli e di ornamenti, di nastri e boccioli, di preghiere miniate a colori, di immagini “a inclusione” o a rilievo. Questi si ammirano volentieri e si rivelano ideali per trasmettere all'animo sentimenti di devozione e per comunicare con il mondo trascendente, ispiratori di buoni propositi e di santità. All'inizio del Novecento, l'immaginetta conosce una successiva fase di caratteristica diffusione, perché sa esprimere bellezza, con la novità di linee morbide e flessuose accompagnate da tipici motivi a spirale.

### Fotomeccanica
I conflitti mondiali del Novecento congelarono la produzione artistica, portando al peggioramento della qualità dei santini. La scelta di carta scadente e di stampa sempre più economica portarono a prodotti di solo scopo commerciale, a basso prezzo e in vasta quantità. Le sbrigative applicazioni delle scoperte fotografiche, pur portando ad immagini retinate, di limitata risoluzione ottica, fecero diminuire, anzi tramontare definitivamente la cromolitografia.
Nel secondo dopoguerra i santini sono monocromatici, di color seppia o castano o ardesia, specchio di un mondo che affronta la miseria lasciata dalla guerra.

### Rotocalco
Gli anni ‘60 segnano una certa decadenza dell'immaginetta sacra nella diffusione e destinazione per le quali era stata creata, per cui divennero più rare le occasioni di utilizzo del santino.
Certo è che dopo gli anni Settanta c'è stato un boom del collezionismo di immaginette sacre, raccolte ordinatamente in album di varie dimensioni. Al giorno d'oggi si riscontra un risveglio e un crescente interesse causato da nuovi elementi: per primo il fatto che moltissimi santini moderni riproducono, nella migliore delle tipologie, alcune icone bizantine, ritenute ricche di spiritualità ed infine un risveglio culturale che si affaccia alle arti religiose.